# Cyprián
Cyprián je mužské křestní jméno latinského původu.

## Známí nositelé jména
- svatý Cyprián (†258) – biskup, mučedník, církevní otec a světec
- Cyprián (biskup) (†1207) – lubušský a následně vratislavský biskup
- létající Cyprián – (činný 1756 – 1775) poustevník a učenec v Červeném klášteře na Slovensku
- Cyprián Majerník (1909–1945) – slovenský malíř působící v Praze

## Umění
- Legenda o lietajúcom Cypriánovi – slovenský film (2010)